# Bibliotheek Arnhem
De Openbare Bibliotheek in Arnhem, officieel genaamd Stichting Arnhemse Openbare en Gelderse Wetenschappelijke Bibliotheek, en sinds 2018 Rozet Bibliotheek, is met bijna een miljoen bezoekers per jaar de meest bezochte culturele instelling van de stad.
De hoofdvestiging van Rozet Bibliotheek is vanaf september 2013 gevestigd in cultuurgebouw Rozet aan de Kortestraat 16 in Arnhem. In het door Neutelings Riedijk Architecten ontworpen gebouw heeft Rozet Bibliotheek twee verdiepingen in gebruik. Daarnaast is een leesplein gevestigd op de derde etage.
De specialistische afdeling de Gelderland Bibliotheek, met onder andere (historische) boeken en tijdschriften over de provincie Gelderland, is een onderdeel van het Erfgoedcentrum Rozet in het souterrain (-1). Het erfgoedcentrum betreft een samenwerking met de historische tak van Museum Arnhem.
Sinds begin 2015 maakt ook Stichting Volksuniversiteit Arnhem (sinds 2018 Rozet Cursussen & Workshops), gespecialiseerd in het verzorgen van cursussen, lezingen en workshops, onderdeel uit van de organisatie van Rozet Arnhem. Naast de Centrale Bibliotheek zijn er twee wijkbibliotheken, in Presikhaaf en Kronenburg.
In juli 2024 stopte Rozet met het faciliteren van een bibliotheekbus.
De kengetallen (2022) van Rozet Bibliotheek Arnhem zijn:
- Centrale Bibliotheek (in Rozet), twee wijkbibliotheken (Presikhaaf en Kronenburg) en vijf kleinere punten (zogenoemde Rozetjes, onder andere op Station Arnhem Centraal en in de wijk Elderveld).
- 1,4 miljoen uitleningen per jaar
- Ruim 25.000 aanvragen interbibliothecair leenverkeer
- 871.174 bezoekers per jaar (geheel Rozet)
- 43.761 bibliotheekleden

## Geschiedenis
De stichtingsakte van de Openbare Bibliotheek in Arnhem is op 29 oktober 1853 getekend. In deze organisatie werd op initiatief van het plaatselijk genootschap Prodesse Conamur een aantal bestaande boekerijen – waaronder die van de stad Arnhem en diverse bibliotheken van de provincie Gelderland – samengevoegd. Pas op 1 oktober 1856 gingen de deuren van de bibliotheek voor het eerst open. De eerste behuizing was een bovenzaal van een achtergebouw van het oude gemeentehuis, beter bekend als het Duivelshuis.
Na vier decennia verhuisde de bibliotheek naar een voormalige patriciërswoning aan de Mariënburgstraat in Arnhem.
In het begin van de 20e eeuw groeide het gebruik van de Arnhemse bibliotheek sterk, mede door verruimde openingsuren en de toevoeging van een openbare leeszaal in januari 1919.
In 1938 werd in Arnhem het 350-jarig bestaan van de stadsbibliotheek gevierd. Immers de eerste monnikenboeken, die nog steeds deel uitmaken van de bijzondere collectie oud bezit van Bibliotheek Arnhem, waren in 1588 bij de stadsboekerij terechtgekomen. Eveneens werd in de jaren dertig van de twintigste eeuw de leeszaal vernieuwd. Intussen beschikte de bibliotheek ook over filialen elders in de stad, waaronder in de wijk Geitenkamp. Na de Tweede Wereldoorlog kwamen er ook vestigingen in onder andere de wijken Cranevelt (Oremusplein) en Presikhaaf (Hisveltplein, sinds 2009 in het multifunctionele MFC Presikhaven). De centrale bibliotheek verhuisde in 1972 naar een nieuw gebouw aan de Koningstraat. Op 8 november 1972 verrichtte prins Claus de officiële openingshandeling. Dit gebouw is in gebruik gebleven tot de verhuizing van Bibliotheek Arnhem naar cultuurgebouw Rozet in september 2013.